# بهية بوسبيت
بهية بنت عبد الرحمن بوسبيت (مواليد 1967) هي كاتبة قصص قصيرة سعودية، ولدت في الهفوف، وأنهت دراستها الإعدادية عام 1976، وعملت بعد ذلك كإدارية في مكتب الإرشاد التربوي في مدينتها. حصلت على عدة جوائز من بينها جائزة أبها الثقافية عام 1991 لعضويتها في جمعية سيدات الأحساء الخيرية وجمعية الثقافة والفنون بالطائف. بدأت الكتابة عام 1985، وكتبت ونشرت عدد من مجلدات القصص القصيرة، كما نشرت في الصحف والمجلات المحلية. شاركت أيضًا في العديد من المهرجانات السعودية، من بينها مهرجان الجنادرية، وملتقى جماعة حوار بنادي جدة الأدبي، ومشاركة شعرية في نادي الأحساء الأدبي.

## جوائز
- جائزة أبها الثقافية للقصة[3]
- مسابقة نادي القصيم الأدبي للقصة[3]
- شهادة تميز في القصة القصيرة من نادي جدة الأدبي[3]

## مؤلفاتها
- الأحساء درة الدرر[4]
- معاناة يتيم[4]
- لا مستحيل مع الإرادة[4]
- من أجل الوطن[5]

### رواياتها[3]
- امرأة على فوهة بركان
- درة من الأحساء

### مجموعات قصصية[3]
- المصيدة
- أحلام عذراء
- مأساة نور وآخرين
- وتشاء الأقدار
- الليلة الأخيرة في الكويت
- شيطان العصر الحديث